# HD 16004
HD 16004 är en ensam stjärna belägen i den mellersta delen av stjärnbilden Andromeda. Den har en skenbar magnitud av ca 6,26 och är mycket svagt synlig för blotta ögat där ljusföroreningar ej förekommer. Baserat på parallax enligt Gaia Data Release 2 på ca 4,9 mas, beräknas den befinna sig på ett avstånd på ca 660 ljusår (ca 202 parsek) från solen. Den rör sig närmare solen med en heliocentrisk radialhastighet på ca -7 km/s.

## Egenskaper
HD 16004 är en blå till vit jättestjärna av spektralklass B9.5 III HgMn, som är en kemiskt ovanlig kvicksilver-mangan-stjärna. Den har en massa som är ca 2,9 solmassor, en radie som är ca 3,3 solradier och har ca 158 gånger solens utstrålning av energi från dess fotosfär vid en genomsnittlig effektiv temperatur av ca 10 800 K.